# Bethune (Saskatchewan)
Pour les articles homonymes, voir Bethune.
Bethune (population de 2016 : 399) est un village de la province canadienne de la Saskatchewan dans la municipalité rurale de Dufferin no 190 et la division de recensement no 6. Le village est situé à 56 km au nord-ouest de Regina sur la route 11 (chemin Louis Riel). La rivière Arm coule le long d'une vallée au nord de Bethune et la rivière Qu'Appelle est un courte distance au sud. Le lac de la Dernière-Montagne, ou Lac Long, est au nord-est de Bethune, tandis que le lac Buffalo Pound est juste au sud-ouest.

## Histoire
Le bureau de poste de Bethune, district d'Assiniboia, T-N-O. a été créé le 5 juin 1905, trois mois avant que la Saskatchewan ne devienne une province. Le village tire son nom de CB Bethune, le conducteur du premier train à parcourir le chemin de fer en 1887. La gare de chemin de fer d'origine a été construite au centre de l'emplacement actuel de la ville.

## Points d'intérêt

Radar météo de Bethune.

On retrouve à 18 km au sud du village un site du réseau canadien de radars météorologiques. Le parc provincial Buffalo Pound est situé à moins de 19 km. La plage de Grandview est également située à la même distance de Bethune mais la plage de Kedleston est plus proche (15 km). Une autre zone de conservation nommée Regina Beach Recreation Site est située à 19 km.
Bethune possède également une patinoire, une piste de curling, un parc, une école et des terrains de baseball situés à la périphérie de la ville. Le Gillis Blakley Bethune and District Heritage Museum est un bien du patrimoine municipal inscrit au Registre canadien des lieux historiques. 